# المدرسة النجيبية (بغداد)
المدرسة النجيبية أو مدرسة أبي النجيب السهرودي مدرسة تاريخية يعود تأسيسها إلى العصر العباسي في بغداد. وهي من المدارس الشافعية التي تقع في الجزء الشرقي من المدينة. بناها عبد القاهر بن عبد الله البكري الصديقي الشافعي، المتوفى عام 1167، والذي دُفن فيها، ولايزال قبره ظاهرا هناك. إلا أن المدرسة لم تعد موجودة اليوم.